# Jelena Nikołajewa (lekkoatletka)
Jelena Nikołajewna Nikołajewa (ros. Елена Николаевна Николаева; ur. 1 lutego 1966 we wsi Aksziki w Czuwaszji) – rosyjska lekkoatletka, specjalizująca się w chodzie sportowym. Dwukrotna medalistka olimpijska z 1992 i 1996 roku oraz olimpijka z 2004 roku.
Złota (1996) i srebrna (1992) medalistka olimpijska w chodzie na 10 km. Mistrzyni świata (2003 – 20 km), brązowa medalistka MŚ (1995 – 10 km). Srebrna (2002 – 20 km) i brązowa medalistka mistrzostw Europy (1994 – 10 km). Halowa mistrzyni globu w chodzie na 3 km (1993). Zwyciężczyni zawodów Pucharu Świata z 2004 (20 km).